# ずっとあなたが好きだった
『ずっとあなたが好きだった』（ずっとあなたがすきだった）は、1992年7月3日より9月25日まで毎週金曜日22:00 - 22:54に、TBS系列の「金曜ドラマ」枠で放送されていた日本のテレビドラマ。

## 概要
本作は、縁談でエリートサラリーマンと結婚したにもかかわらず、初恋の彼が忘れられない女性の恋愛ドラマである。結婚後に夫がマザコンでセックス拒否症である事実を知ったヒロインは、結婚の過ちを痛感して初恋の彼との恋を再燃させる展開となっていく。
佐野史郎扮するエリートサラリーマン・冬彦は脇役であったが、「マザコンでオタク」という変態キャラクターが注目された。これに合わせて放送後から冬彦の数々の奇行や、野際陽子演じる母親の息子の異常な溺愛ぶりも話題となった。また「冬彦さん」は流行語となり、当時マザコン男性全般を指す一般名詞と化すほどまでに有名になった。さらに世間では、“冬彦さん現象”と呼ばれるブームも巻き起こった。
以上のことから、本作は最高視聴率34.1％を記録する大ヒット作品となった。また、サザンオールスターズが歌う主題歌の「涙のキッス」も大ヒットし、サザンとしては初のミリオンセラー（オリコン調べ）を記録した。第2回TV LIFE年間ドラマ大賞 作品賞および助演男優賞を佐野史郎が受賞した。

## 登場人物

### 主要人物
西田（桂田） 美和
演 - 賀来千香子
宮城県仙台市出身。高校生の時にマネージャーをしていたラグビー部の大岩洋介と交際していたが、高校3年の七夕の夜初めて二人だけで松島旅行に出かけ朝帰りした後、それを知った洋介を追っかけしていた同級生が自殺する。
その際に遺書に逆恨みが書かれており濡れ衣を着せられ、洋介との仲を壊された過去を持つ。この事件は近所で知らない人がいないほど有名になってしまう。東京の短大を卒業後、新高輪プリンスホテルの結婚式場に就職。
29歳で父の常雄の強引な勧めで、桂田冬彦と見合い結婚をするが、同時期に大岩と再会。冬彦との結婚生活にギャップを感じたこともあり、心が揺れる。のちに冬彦の子を妊娠していたことを承知で離婚。洋介と再婚した。再婚後は2児の母となる。
冬彦との結婚後は桂田姓だが、テロップは全話西田姓になっている。
大岩 洋介
演 - 布施博
美和の高校の同級生で元恋人。高校時代はラグビー一筋でその推薦で大学に進み卒業後、サントス建設実業団のラグビーチームで活躍していたが、バブル経済崩壊で会社が傾いたためチーム解散の憂き目に遭う。
大岩は美和との事件の後、美和に電話や手紙を出していたが美和の父が間に入って取り合わずに焼き捨てるなどしていたため、その事実を美和が知るのは結婚後のことだった。美和との復縁の為、交際していた律子に別れを告げるが、律子の自殺未遂などで窮地に立たされる。しかし紆余曲折を経て、ついに美和と結ばれる。その後、2児の父となっている。典型的なスポーツマンで大雑把で少々、無頓着な面が見られる。
中井 律子
演 - 宮崎ますみ
大岩の所属するチームのマネージャー。大岩にゾッコンである。基本的には明るく、さっぱりした性格だが、結婚の約束をしていた大岩との破局を受け入れることが出来ず、妊娠したと嘘をついた挙げ句、自殺未遂騒動を起こしてしまう。チーム解散の後、ニューヨーク赴任を引き受け、大岩の元を去って行った。
桂田 冬彦
演 - 佐野史郎
東京大学出身でエリート銀行員。美和を深く愛しているが、マザコン的な性格を始め、様々な性癖が元で結婚生活がうまく行かず、大岩と再会した美和から離婚を切り出され、嫉妬から嫌がらせを展開した。
物語中盤、仕事で会社に損害を与えるミスをしてしまい、銀行を退職。その後、消費者金融会社に就職した。
母親とのトラブルの直後、離婚を承諾。
亡くなった冬彦の父が西田の菓子が好物で冬彦は子供の頃に店を訪れたことがありその時から美和に恋心を抱いていた。のちに見合いで再婚することになる。

### 桂田家
桂田 悦子
演 - 野際陽子
冬彦の母。夫は銀行員だったが冬彦が小さい時に死別している。女手ひとつで息子を育てたこともあり、非常にプライドが高く、厳格な性格。しかし息子に対しては非常に甘く溺愛しており、息子のため西田家への切り札を振りかざすこともある。
物語終盤、美和との離婚を決めた冬彦との言い争いの末、冬彦に刺されてしまう。

### 西田家
西田 常雄
演 - 橋爪功
美和の父。仙台で和菓子屋を経営。美和を気に掛けてはいるが、店の経営資金融資が、桂田家の口添えであることから、美和の離婚・大岩との復縁を認めることが出来ない。
娘の高校時代の事件を裏切りだと感じており、その以降信用していなかったが、物語終盤、大岩と和解した。
西田 春子
演 - 高田敏江
常雄の妻で美和の母。心優しく美和の理解者ではあるが、夫の常雄には逆らえない。

### サントス建設
中井 健治
演 - 小沢仁志
律子の兄。大岩の同僚で、彼や佐藤の所属するラグビーチームの監督でもある。大岩とは親しい間柄だったが、律子と別れる事を告げられ憎悪する。
益田 行雄
演 - 増田由紀夫
大岩や健治の後輩であり、同僚。ラグビーチームにも所属している。
佐藤 和也
演 - 長澤ユキオ
サントス建設に中途入社してきた若手選手。律子に好意を持つ。

### 美和たちの後輩
浅井 なつみ
演 - 坂井真紀
美和たちが通っていた高校の生徒。幸治の子供を妊娠してしまい、悩むが後に産むことを決断。
高田 幸治
演 - 川原永詩（現・田辺誠一）
浅井なつみの彼氏。美和たちが通っていた高校のラグビー部所属。恋人・浅井なつみの妊娠に動揺し、洋介に相談。
小説版では、両親に勘当された設定。

### その他
北野 知子
演 - 中村久美
美和の友人。結婚生活に悩む美和の良きアドバイザーだが、自身の流産でショックを受けたこともある。啓一とは毎朝キスするのがルーティン。
北野 啓一
演 - 明石家さんま（友情出演・第5話ゲスト）
知子の夫。
久保田
演 - 伏見哲夫
福井
演 - 立石涼子
上記二名は家庭裁判所の調停委員。第6話・第7話に登場。
井上
演 - 山崎満
銀行での冬彦の上司。
宇津井 慎二
演 - 大石吾朗
飯島弁護士
演 - 深水三章（第6話・第7話）

## スタッフ
- 脚本 - 君塚良一
- 音楽 - 小林武史
- 主題歌 - サザンオールスターズ「涙のキッス」（タイシタレーベル）
- 演出補 - 山越克雄（現・福澤克雄）、植田博樹、津留正明
- プロデューサー - 貴島誠一郎
- 演出 - 生野慈朗 、加藤浩丈、 桑波田景信
- 製作著作 - TBS

## 放送日程
| 各話                                                       | 放送日        | サブタイトル         | 演出       | 視聴率 |
| ---------------------------------------------------------- | ------------- | -------------------- | ---------- | ------ |
| VOL.1                                                      | 1992年7月03日 | 危険なお見合結婚     | 生野慈朗   | 13.0%  |
| VOL.2                                                      | 1992年7月10日 | セックスしない夫     | 生野慈朗   | 13.9%  |
| VOL.3                                                      | 1992年7月17日 | 氷の微笑             | 加藤浩丈   | 15.3%  |
| VOL.4                                                      | 1992年7月24日 | 妻の過去は許さない！ | 加藤浩丈   | 14.1%  |
| VOL.5                                                      | 1992年7月31日 | 涙の誕生日           | 桑波田景信 | 17.4%  |
| VOL.6                                                      | 1992年8月07日 | 離婚裁判             | 生野慈朗   | 18.1%  |
| VOL.7                                                      | 1992年8月14日 | ビデオテープの告白   | 生野慈朗   | 15.7%  |
| VOL.8                                                      | 1992年8月21日 | 性生活の不一致       | 桑波田景信 | 20.5%  |
| VOL.9                                                      | 1992年8月28日 | 悪夢の妊娠           | 桑波田景信 | 23.8%  |
| VOL.10                                                     | 1992年9月04日 | 人形の家             | 生野慈朗   | 20.6%  |
| VOL.11                                                     | 1992年9月11日 | 姑の罠               | 桑波田景信 | 22.3%  |
| VOL.12                                                     | 1992年9月18日 | 冬彦の狂気           | 生野慈朗   | 29.6%  |
| 最終回                                                     | 1992年9月25日 | NO SIDE !            | 生野慈朗   | 34.1%  |
| 平均視聴率 19.9%（視聴率は関東地区・ビデオリサーチ社調べ） |               |                      |            |        |

- 関西地区での最高視聴率38%（最終回）。
- 2022年2月10日(木)からBS-TBSで放送。
- TBS系列の無い秋田県では秋田放送で土曜の16時から15日遅れで放送。TBS(関東ローカル)では2000年10月、静岡放送・東北放送では2001年4月に再放送された。

## エピソード

### 制作
放送開始前の世間ではバブル期の名残りあり、多くの女性たちが結婚相手に“三高”（高身長、高学歴、高収入）の条件を求めていた。新ドラマを企画する際、プロデューサー・貴島誠一郎は「世間に“そんな条件で相手を選ぶことが幸せですか？”と疑問を投げかけたい」との考えから本作の制作をスタートさせた。
脚本を依頼された君塚良一は、「現代版のロミオとジュリエットをやりたい」と提案した。貴島はこれを受けて、「ヒロインは昔の恋人に未練を残しながらも、縁談相手の三高エリートサラリーマンと結婚するが、夫とその母親から元恋人との仲を引き裂かれ始める」という設定を思いついた。しかし撮影開始直後、夫・冬彦にマザコンの設定が追加されたことで、作品の方向性が大幅に変わることとなった。
後に貴島が土屋敏男（当時日本テレビ）と対談した時に、「冬彦が指に血を出した際、母親役の野際が口で止血するアドリブを見て、急遽彼をマザコンキャラに変えました」と述懐している。また、同シーンでは野際の演技に続いて佐野も自分で指を舐める演技をしているが、これもアドリブである。これを目の当たりにした貴島は、「冬彦と母の関係性がこのドラマの一つの核になる」と確信したという。
佐野によると、本作では役者たちは各々の役の設定についてスタッフとよく話し合いながら作り上げたとのこと。また、本作の中盤で視聴者が求めているものに気づいた貴島たちは、以降「冬彦のマザコンぶり」、「異常とも言える母親の溺愛ぶり」等をデフォルメして見せることを意識して制作を進めた。脚本を務めた君塚は後年、自著で「自分は愛についてのドラマを書いたつもりである」「佐野が評判になったため、当初作っていたプロットから大幅に変更し脚本を書き直して冬彦の出番を増やした」とも述べている。

### 視聴率
本作放送前のドラマ界はフジテレビのトレンディドラマ全盛時代であり、TBSは視聴率で苦戦続きだった。本作のストーリーそのものは「昔の恋人と結ばれなかったヒロインが、エリートサラリーマンと結婚したが、夫や姑の身勝手な振る舞いに耐え切れなくなり、昔の恋人とヨリを戻す」というもの。このため放送開始直後は、特にヒットする要素はないように思われたが、先述の冬彦の設定が変わったことで変化が起きた。それに合わせて放送から程なくして佐野史郎や野際陽子の強烈な演技が話題となり、じわじわと視聴率を上げた。
初回13.0%しかなかった視聴率（ビデオリサーチ調べ、関東地区・世帯・リアルタイム）は、最終回では34.1%をマーク。この34.1%という数字は、1992年の民放連続テレビドラマの中で最高視聴率となり、TBS内でも年間最高視聴率を獲得した。ただし前半の数字が低く、初めて20%以上を記録したのが第8話であったため、平均視聴率は19.9%に留まった(詳しくは後述の「放送日程」を参照)。
このような視聴率の推移を辿る連続ドラマ（うなぎ登り型作品）は、稀なケースである。同様の推移を辿ったドラマは、1977年以降では本作を含めて11本のみである。本作のように最終回の視聴率が初回の2倍を超えるというのは、非常に珍しいケースでもあった。

### 冬彦役の演出など
佐野は冬彦を演じるにあたり、「(犯罪を題材に取った作品が多い)劇作家・山崎哲の戯曲や論文を参考にした」と自著で回想している。また、冬彦のキャラクター作りに関して、佐野とスタッフたちは何度も話し合いを重ねた。当初の台本では、冬彦の趣味はアダルトビデオ収集だった。しかし佐野とスタッフの話し合いにより、蝶の標本に変更された。これにより「冬彦は美和を標本の蝶のように愛している」という猟奇的な性格を強調した。
本作の視聴者から、「『ずっとあなたが好きだった』と言えば、冬彦が木馬に乗っているシーン！」と言われることが多い。このシーンは当初、佐野は普通に立って台詞を言うだけだった。しかし撮影日に貴島が平凡過ぎると考えた所、スタッフがどこからか木馬を持ってきたことから、本番では佐野が急遽それに乗って演技することになった。佐野自身も驚いたが、この演出・演技により冬彦の不気味な子供っぽさを強く印象付けることができた。
冬彦を語る上で欠かせない、唇を歪めて「んん～」と唸り声を発する演技も佐野が考案したものである。冬彦の幼児性を表現する演技を考えていた佐野は、自宅で当時生後間もなかった長女・八雲のぐずる声を聞き、この様子を演技に取り入れた。また冬彦が身に付けているネクタイは、主に草花をモチーフにしたペイズリー柄だが、これも佐野の提案によるもの。貴島は、「このネクタイの柄により、冬彦の不気味さや異様さをにじみ出すことができた」と回想している。

### 「冬彦さん現象」やドラマの反響など
劇中で示された特異で極端なマザコン男性像は、「冬彦さん現象」と言われる一大ブームを作った。これにより「冬彦さん」は、この年の新語・流行語大賞で流行語部門・金賞を受賞し、授賞式には佐野と野際が出席している。また「冬彦さん」の派生語として、母親に依存する女性を指す「冬子さん」という語も当時生まれた。
一方で、本作をきっかけにテレビドラマではそれまでタブーとされていた過激な暴力描写、性描写を持ち込むことが流行となった。1992年12月の年末の夕方には、「ずっとあなたが好きだった総集編」が5日連続で90分枠で放送され、全13話の名場面が再編集され放送された。翌年1993年には「誰にも言えない 総集編」が2日連続2時間枠で放送されるなど、以後も年末にその年にTBSでヒットした連続ドラマの総集編、あるいは全話を一挙再放送することが恒例となるさきがけとなった。
本番組のヒットを受け、翌1993年には同じプロット・スタッフ、そして同じく賀来千香子、佐野、野際の出演によるドラマ『誰にも言えない』が制作、放送された。また、佐野と野際はその後も何度か貴島作品で共演しているが、2人が親子役で共演したのは今作と「長男の嫁2・実家天国」のみである。（『ダブル・キッチン』『誰にも言えない』は佐野は野際の娘婿の設定で、義理の親子の関係）

### その他エピソード
役名の由来について、「桂田冬彦」という役名は、貴島が当時電通の局長だった桂田光喜と自分の上司である田代冬彦から拝借して名付けた。また、布施が演じた「大岩洋介」の役名は、君塚が古くからの親友である大岩賞介から命名したものである。
放送回数を重ねて行った頃、視聴者たちが「冬彦はなぜあれほど美和に執着するのか」と不思議に思っていることを貴島は薄々感じ始めた。この疑問に応えるため、「冬彦は子供の頃に美和の実家の和菓子屋に行ったことがあり、その時彼女に一目惚れした」という設定が後から追加された。
賀来千香子は1986年のドラマ『男女7人夏物語』で優柔不断な女性を演じ、佐野は同作をたまたまテレビで見ていた。その後2人は1990年のドラマ『体罰教室』で共演し、作中で賀来の怯える演技
を見た佐野は彼女との演技の相性の良さを感じた。本作で佐野は、賀来の怯える演技・優柔不断な演技がさらに磨きがかかっているのを感じたという。
本作の撮影期間中、佐野は撮影スタジオの最寄り駅まで小田急線を利用していた。しかしある日その電車に乗った所、“冬彦”と気づいた数人の乗客から「ギャー！」と悲鳴が上がってしまった。このため佐野は、本作の撮影を全て撮り終えるまでスタジオに車で通うようになった。
本作の終盤、冬彦が美和に「初恋の人は忘れられないよね」と言うシーンで、彼女はリハの時から実際に涙を流していた。貴島によると、この撮影現場では賀来の涙にもらい泣きするスタッフが大勢いたという。
先述の通り放送開始後から内容が大幅に変わったため、貴島は本作の放送後、主題歌を担当した桑田佳祐から「楽曲制作の依頼を受けた時は、まさかマザコンドラマの主題歌になるとは思わなかった」と驚かれたという。
その後佐野は、2022年のドラマ『親愛なる僕へ殺意をこめて』(フジテレビ系)に白菱正人役で出演。第5話で佐野が「ママぁ」という台詞を発すると、本作を思い浮かべる視聴者もいたことから、放送直後のネット上で「冬彦さん！」など多くの反応があった。

## 関連作品
小説
- ずっとあなたが好きだった (ISBN 4-8470-1161-9)